# 173
Glej tudi: število 173
173 (CLXXIII) je bilo navadno leto, ki se je po julijanskem koledarju začelo na četrtek.

## Dogodki
- 1. januar

## Rojstva
- Maksimin Tračan, 27. cesar Rimskega cesarstva († 238)